# Ostfriesische Meere
Ostfriesische Meere este o arie protejată (arie de protecție specială avifaunistică — SPA) din Germania întinsă pe o suprafață de 5.922 ha, integral pe uscat.

## Localizare
Centrul sitului Ostfriesische Meere este situat la coordonatele 53°25′53″N 7°18′07″E / 53.4314°N 7.3019°E.

## Înființare
Situl Ostfriesische Meere a fost declarat arie de protecție specială avifaunistică în iunie 2001 pentru a proteja 35 de specii de animale.

## Biodiversitate
Situată în ecoregiunea atlantică, aria protejată nu include niciun habitat protejat.
La baza desemnării sitului se află mai multe specii protejate de  păsări (35): lăcar-de-rogoz (Acrocephalus schoenobaenus), ciocârlie-de-câmp (Alauda arvensis), rață lingurar (Anas clypeata), rață mică (Anas crecca crecca), Anas platyrhynchos platyrhynchos, rață cârâitoare (Anas querquedula), Anas strepera strepera, Anser albifrons albifrons, gâscă cenușie (Anser anser), ciuf de câmp (Asio flammeus), rața moțată (Aythya fuligula), Branta leucopsis, barză albă (Ciconia ciconia ciconia), erete de stuf (Circus aeruginosus), erete vânăt (Circus cyaneus), erete cenușiu (Circus pygargus), cioară de semănătură (Corvus frugilegus), lebădă de vară (Cygnus olor), becațină comună (Gallinago gallinago), scoicar (Haematopus ostralegus), Limosa limosa limosa, grelușel-de-zăvoi (Locustella luscinioides), Luscinia svecica cyanecula, Numenius arquata arquata, pietrar sur (Oenanthe oenanthe), ploier auriu (Pluvialis apricaria), Podiceps cristatus cristatus, cresteț pestriț (Porzana porzana), Rallus aquaticus aquaticus, lăstun de mal (Riparia riparia), mărăcinar (Saxicola rubetra), chiră de baltă (Sterna hirundo), călifar alb (Tadorna tadorna), fluierarul cu picioare roșii (Tringa totanus), nagâț (Vanellus vanellus).